# Aiye Tambua
Aiye Tambua est un homme politique papou-néo-guinéen.

## Biographie
Il travaille comme analyste de crédit (en) à la Banque Pacifique-Sud (en) avant d'entrer en politique. Candidat pour le Pangu Pati (le parti au pouvoir), il remporte l'élection législative partielle du 24 septembre 2020 dans la circonscription de Goroka, due à l'annulation de l'élection du député Henry Ame pour cause de vices de procédure. Il entre ainsi au Parlement national, et est fait président de la commission parlementaire aux comptes publics,. 
Réélu dans sa circonscription aux élections législatives de 2022, il est nommé ministre de l'Agriculture dans le gouvernement du Premier ministre James Marape. Celui-ci crée dans le même temps trois ministères inédits dédiés respectivement au café (confié à Joe Kuli), à l'huile de palme (Francis Maneke) et à l'élevage (Sekie Agisa), avec pour intention d'accroître la production commerciale et l'exportation dans ces domaines. L'huile de palme et le café pèsent respectivement pour 40 % et 27 % de la valeur des exportations agricoles de la Papouasie-Nouvelle-Guinée et contribuent ainsi de manière importante à l'économie du pays. Outre la gestion d'ensemble de la politique agricole du gouvernement, Aiye Tambua se voit confier plus précisément la responsabilité de l'horticulture et d'un accroissement de la production de coprah, de cacao, de vanille, d'épices diverses et de riz, y compris dans les terres fertiles des Hautes-Terres orientales autour de sa circonscription.
Accusé de violences familiales par son épouse dont il est séparé, il affirme son innocence mais démissionne du gouvernement le 21 septembre 2023. 